# Tóth István (politikus, 1959)
Tóth István (Kalocsa, 1959. február 17. –) magyar épületgépész, politikus, országgyűlési képviselő.

## Életpályája

### Iskolái
Az általános iskolát szülővárosában végezte el. A középiskolát Szegeden járta ki. 1977–1980 között a Pollack Mihály Műszaki Főiskola hallgatójaként épületgépészetet tanult.

### Pályafutása
1980–1983 között Szegeden a Délép szerelőipari üzemegységénél művezetőként dolgozott. 1983–1984 között Kalocsán az Építőipari Költségvetési Üzemben tervező volt. 1984–1993 között a Kalocsai Kórház-Rendelőintézetben energetikus volt. 1993–1997 között önlló vállalkozóként tevékenykedett. 1997-től a Fecske Stúdió Bt. műszaki vezetője.

### Politikai pályafutása
1994-től a Fidesz tagja. 1994–1999 között a Fidesz kalocsai elnöke volt. 1995–1999 között az országos választmány tagja és Bács-Kiskun megyei alelnöke volt. 1998–2006 közöt országgyűlési képviselő (Kalocsa) volt. 1998–2006 között a Környezetvédelmi bizottság tagja volt. 1999–2002 között A Környezetvédelmi bizottság hatáskörébe tartozó törvények végrehajtását, társadalmi és gazdasági hatását figyelemmel kísérő albizottság (Ellenőrző albizottság) tagja volt. 2001–2002 között az Anyagi, technikai, költségvetési, hadiipari albizottság tagja volt. 2001–2002 között valamint 2004–2005 között a Honvédelmi bizottság tagja volt.

## Családja
Szülei Tóth István és Lakatos Ilona voltak. 1985-ben házasságot kötött Gombaszögi Tímeával. Két gyermekük született: Krisztina (1985–) és Koppány (1988–).